# Austrian Open 2002 - Qualificazioni singolare
Le qualificazioni del singolare  dell'Austrian Open 2002 sono state un torneo di tennis preliminare per accedere alla fase finale della manifestazione. I vincitori dell'ultimo turno sono entrati di diritto nel tabellone principale. In caso di ritiro di uno o più giocatori aventi diritto a questi sono subentrati i lucky loser, ossia i giocatori che hanno perso nell'ultimo turno ma che avevano una classifica più alta rispetto agli altri partecipanti che avevano comunque perso nel turno finale.
Le qualificazioni del torneo Austrian Open 2002 prevedevano 24 partecipanti di cui 6 sono entrati nel tabellone principale.

## Teste di serie
1. Galo Blanco (Qualificato)
2. Jean-René Lisnard (Qualificato)
3. Juan Antonio Marín (Qualificato)
4. Renzo Furlan (Qualificato)
5. Rubén Ramírez Hidalgo (Qualificato)
6. Jan Frode Andersen (ultimo turno)

1. Marc-Kevin Goellner (ultimo turno)
2. Jan Hernych (ultimo turno)
3. Philipp Mullner (primo turno)
4. Potito Starace (ultimo turno)
5. Yves Allegro (ultimo turno)
6. Oliver Marach (Qualificato)

## Qualificati
1. Galo Blanco
2. Jean-René Lisnard
3. Juan Antonio Marín

1. Renzo Furlan
2. Rubén Ramírez Hidalgo
3. Oliver Marach

## Tabellone

### Legenda
| - Q = Qualificato - WC = Wild card - LL = Lucky loser | - ALT = Alternate - SE = Special Exempt - PR = Protected Ranking | - w/o = Walkover - r = Ritirato - d = Squalificato |

### Sezione 1
|  | Primo turno | Primo turno             | Primo turno             | Primo turno | Primo turno |  |  | Ultimo turno | Ultimo turno | Ultimo turno | Ultimo turno | Ultimo turno |  |
|  |             |                         |                         |             |             |  |  |              |              |              |              |              |  |
|  | 1           | Galo Blanco             | Galo Blanco             | 6           | 6           |  |  |              |              |              |              |              |  |
|  |             | Johann-Georg Fankhauser | Johann-Georg Fankhauser | 4           | 3           |  |  | 1            | Galo Blanco  | 6            | 6            | 6            |  |
|  | 11          | Yves Allegro            | Yves Allegro            | 6           | 6           |  |  | 11           | Yves Allegro | 2            | 7            | 2            |  |
|  |             | Daniel Vacek            | Daniel Vacek            | 4           | 3           |  |  |              |              |              |              |              |  |

### Sezione 2
|  | Primo turno | Primo turno            | Primo turno            | Primo turno | Primo turno |  |  | Ultimo turno | Ultimo turno      | Ultimo turno      | Ultimo turno | Ultimo turno |  |
|  |             |                        |                        |             |             |  |  |              |                   |                   |              |              |  |
|  | 2           | Jean-René Lisnard      | Jean-René Lisnard      | 6           | 6           |  |  |              |                   |                   |              |              |  |
|  |             | Florin Mergea          | Florin Mergea          | 4           | 3           |  |  | 2            | Jean-René Lisnard | Jean-René Lisnard | 7            | 6            |  |
|  | 8           | Jan Hernych            | Jan Hernych            | 6           | 6           |  |  | 8            | Jan Hernych       | Jan Hernych       | 62           | 4            |  |
|  |             | Emilio Benfele Álvarez | Emilio Benfele Álvarez | 1           | 2           |  |  |              |                   |                   |              |              |  |

### Sezione 3
|  | Primo turno | Primo turno        | Primo turno        | Primo turno | Primo turno |  |  | Ultimo turno | Ultimo turno       | Ultimo turno       | Ultimo turno | Ultimo turno |  |
|  |             |                    |                    |             |             |  |  |              |                    |                    |              |              |  |
|  | 3           | Juan Antonio Marín | Juan Antonio Marín | 6           | 6           |  |  |              |                    |                    |              |              |  |
|  |             | José de Armas      | José de Armas      | 1           | 4           |  |  | 3            | Juan Antonio Marín | Juan Antonio Marín | 6            | 6            |  |
|  |             | Philipp Mullner    | Philipp Mullner    | 7           | 6           |  |  |              | Philipp Mullner    | Philipp Mullner    | 4            | 3            |  |
|  | 9           | Markus Hantschk    | Markus Hantschk    | 65          | 3           |  |  |              |                    |                    |              |              |  |

### Sezione 4
|  | Primo turno | Primo turno         | Primo turno     | Primo turno | Primo turno |  |  | Ultimo turno | Ultimo turno        | Ultimo turno        | Ultimo turno | Ultimo turno |  |
|  |             |                     |                 |             |             |  |  |              |                     |                     |              |              |  |
|  | 4           | Renzo Furlan        | Renzo Furlan    | 6           | 6           |  |  |              |                     |                     |              |              |  |
|  |             | Marzio Martelli     | Marzio Martelli | 3           | 2           |  |  | 4            | Renzo Furlan        | Renzo Furlan        | 6            | 6            |  |
|  | 7           | Marc-Kevin Goellner | 6               | 3           | 6           |  |  | 7            | Marc-Kevin Goellner | Marc-Kevin Goellner | 2            | 2            |  |
|  |             | Andreas Seppi       | 2               | 6           | 1           |  |  |              |                     |                     |              |              |  |

### Sezione 5
|  | Primo turno | Primo turno           | Primo turno           | Primo turno | Primo turno |  |  | Ultimo turno | Ultimo turno          | Ultimo turno          | Ultimo turno | Ultimo turno |  |
|  |             |                       |                       |             |             |  |  |              |                       |                       |              |              |  |
|  | 5           | Rubén Ramírez Hidalgo | Rubén Ramírez Hidalgo | 6           | 7           |  |  |              |                       |                       |              |              |  |
|  |             | Vincenzo Santopadre   | Vincenzo Santopadre   | 3           | 69          |  |  | 5            | Rubén Ramírez Hidalgo | Rubén Ramírez Hidalgo | 6            | 6            |  |
|  | 10          | Potito Starace        | 6                     | 2           | 6           |  |  | 10           | Potito Starace        | Potito Starace        | 1            | 2            |  |
|  |             | Nicolás Todero        | 4                     | 6           | 4           |  |  |              |                       |                       |              |              |  |

### Sezione 6
|  | Primo turno | Primo turno        | Primo turno | Primo turno | Primo turno |  |  | Ultimo turno | Ultimo turno       | Ultimo turno       | Ultimo turno | Ultimo turno |  |
|  |             |                    |             |             |             |  |  |              |                    |                    |              |              |  |
|  | 6           | Jan Frode Andersen | 1           | 7           | 6           |  |  |              |                    |                    |              |              |  |
|  |             | Luis Morejon       | 6           | 6(0)        | 4           |  |  | 6            | Jan Frode Andersen | Jan Frode Andersen | 2            | 1            |  |
|  | 12          | Oliver Marach      | 6           | 4           | 6           |  |  | 12           | Oliver Marach      | Oliver Marach      | 6            | 6            |  |
|  |             | Markus Kanellos    | 2           | 6           | 1           |  |  |              |                    |                    |              |              |  |